# Anjou Margit angol királyné
Anjou Margit (angolul: Margaret of Anjou, születési nevén franciául: Marguerite d'Anjou, 1430. március 23. – 1482. augusztus 25.), a Valois-Anjou-házból származó, René nápolyi király és Izabella lotaringiai hercegnő második leányaként született francia hercegnő, VI. Henrik angol királlyal kötött házassága révén Anglia királynéja. Franciaként az angol trónon idegen nemzetiségűként legalább akkora ellenszenv és kétkedés fogadta, mint százharminchét évvel korábban Izabellát, a szintén francia királyi hercegnőt, II. Eduárd angol király hitvesét.

## Családja
Kilenc édestestvére volt:
- János, később II. János néven Lotaringia hercege, felesége Marie de Bourbon, öt közös gyermekük született, Izabella, René, Mária, János és Miklós (1424. augusztus 2. – 1470. december 16.), azon kívül öt gyermeke (János, Albert, Johanna, Margit és egy ismeretlen nevű leánygyermek) született házasságon kívül a hercegnek
- René (született: 1426-ban)
- Lajos, Pont-à-Mousson márkija (1427. október 16 -1444. május 22. és október 16. között)
- Miklós (1428. november 2. – 1430)
- Jolanda (Miklós ikertestvére), 1445-től Frigyes, Vaudémont grófjának hitvese, házasságukból hat gyermek származott, René, Miklós, Péter, Johanna, Jolanda és Margit (1428. november 2. – 1483. március 23.)
- Károly, Guise grófja (1431–1432)
- Izabella (született 1420 és 1425 között)
- Lujza (1436–1438)
- Anna (1437–1450)

I. René három törvénytelen gyermek édesapja is volt egyben, akik tíz törvényes gyermeke féltestvérei voltak:
- Johanna Blanka (1438–1470/1471), Mirabeau úrnője, 1467-től Beauvau-i Bertalan (Précigné bárója) felesége, ám gyermekeik sajnos nem születtek
- János (meghalt 1536-ban), Pont-au-Mousson őrgrófja, aki 1500-ban feleségül vette Glandèves-Faucon-i Margitot, a frigyből három leánygyermek jött világra
- Magdolna (meghalt 1515 után), Montferrand grófnője, 1496-tól Lajos János (Bellenaves ura) hitvese, házasságukból születtek gyermekek

## Házassága
1445. április 23-án a 15 esztendős hercegnő a hampshire-i Titchfield-ben nőül ment VI. Henrik angol királyhoz, aki nyolc évvel volt idősebb nála. Margit nagybátyja VII. Károly francia király volt, aki politikai okokból egyezett bele unokahúga és régi ellenfele, az angol uralkodó frigyébe, mivel akkorra már majdnem száz éve folyamatos hadiállapot volt a két ország között. Margitról feljegyezték, hogy szép, szenvedélyes, büszke és erős akaratú volt, ellentétben határozatlan, gyenge kezű férjével, Henrikkel, aki 9 hónapos korában került a trónra, s nagykorúvá válásáig egy régens tanács vette kezébe Anglia kormányzását. 1445. május 30-án, a Westminster Apátságban Margitot hivatalosan is Anglia királynéjává koronázták. 
1453 elején kiderült, hogy a királyné várandós, ám csupán 10 héttel gyermeke születése előtt erőt vett Henriken a mély melankólia, s katatón révületbe zuhant, melyből nem is sikerült kilábalnia 16 hónapon át.
1453. október 13-án, nyolcévnyi várakozás után megszületett a trónörökös, Westminsteri Eduárd herceg, aki végül szülei egyetlen gyermeke lett. A királyné háztartásában szolgált udvarhölgyként Elizabeth Woodville is, aki később Anglia királynéja lett. (Elizabeth akkor még Sir John Grey felesége volt, akihez 1452 körül ment hozzá, s akinek két fiút is szült.) A 15 esztendős menyasszonyt, Anjou Margitot épp az a Jacquetta Woodville kísérte udvarhölgyként Franciaországból Angliába, akinek lányából, Erzsébetből angol királyné lett IV. Eduárd feleségeként. IV. Eduárd taszította le trónjáról kétszer is VI. Henriket, Margit férjét.
Mivel VI. (Lancaster) Henrik idegi kimerültsége miatt már csupán névleg volt Anglia királya, ezért Margit elhatározta, előterjeszt egy javaslatot a főnemesi tanács elé, miszerint férje betegségének ideje alatt ő szeretné kormányozni az országot, ha kell akár a wales-i herceg nagykorúvá válásáig. Az udvar nemesei azonban nem voltak vele egy véleményen, mivel idegenkedtek egy nő, ráadásul egy idegen születésű nő politikai hatalmától, hiába volt királyné, s a trónörökös édesanyja. Margit ellenségei odáig mentek intrikáikkal, hogy azt kezdték el terjeszteni: a wales-i herceg nem is VI. Henrik fia. Lehetséges apaként szóba került Edmund Beaufort (Somerset 2. hercege) és James Butler (Wiltshire grófja) is, ám ezen pletykák alátámasztására a történész szakemberek soha nem találtak szilárd bizonyítékokat. Olyan feltételezések is születtek, miszerint a trónörökös elcserélt gyermek, mert a királyné igazából halott gyermeket vagy leányt szült. (Ha valóban halva született volna az örökös vagy lány lett volna, akkor Margit és férje politikai hatalma alapjaiban rendült volna meg, mivel az ország jövője fiúutód nélkül komoly veszélybe került volna, egy esetleges polgárháborúról nem is beszélve.) 
Akkorra már kezdett kibontakozni az anarchia Angliában, ugyanis a két rivális trónkövetelő, a Lancaster-házból származó Somerset hercege és a York-házból való Richard Plantagenet szembe került egymással, s mindketten a koronára áhítoztak. Plantagenet arra hivatkozott trónigénye alátámasztásánál, hogy az ő ereiben több királyi vér folyik, mint VI. Henrikében. Amikor Margit látta, hogy Somerset és Plantagenet, hogy vetélkedik egymással a trónért, úgy döntött, ha férje képtelen megvédeni birodalmát, akkor majd ő megteszi, nehogy bárki is kiforgathassa Eduárd herceget jogos örökségéből.
1454 karácsonyán azután megtörtént az elképzelhetetlen: a király egyszer csak újra magához tért, tudata ismét kitisztult, ám a királyi családra leselkedő veszély továbbra sem szűnt meg. A két ellenséges uralkodódinasztia versengése a koronáért, elindította az ún. rózsák háborúját, mely harminc éven át tartott a felek között. (A rózsák háborúja elnevezés onnan ered, hogy a Lancaster-ház címerében vörös rózsa szerepelt, míg a York-család címerében egy fehér rózsa volt látható.)
Amikor a király felgyógyult betegségéből, s értesült az országban uralkodó zűrzavaros politikai helyzetről, Somerset azt bizonygatta neki, hogy még mindig hű szolgája és támogatója.

## Polgárháború
1455-ben férje fogságba esett, miután elvesztette az első Saint Albans-i csatát York hercege, Plantagenet Richárd ellenében. Margit ekkor ellentámadásba lendült, és megkérte Henrik féltestvérét, Jasper Tudort, hogy támogassa a király kiszabadítását. 1460 decemberében a királyné Skóciában tartózkodott, mivel veszélyesnek érezte, hogy a háború közepette Angliában maradjon. December 30-án, a Yorkshire megyei Wakefield-nél lezajlott ütközetben elesett Plantagenet Richárd, York hercege. A királyné seregét Edmund Beaufort, Somerset hercege vezette, York seregéhez pedig csatlakozott saját haderejével Salisbury grófja is. Fia, Eduárd, s unokatestvére, Warwick 16. grófja Franciaországba távoztak, hogy elkerüljék kivégzésüket, amennyiben elfogná őket Margit serege. York és a csatában szintén elesett Salisbury fejét levágták, s a york-i vár fokára tűzték ki, elrettentő példaként. York fejére még egy papírkoronát is tettek, annak kifigurázásaként, hogy végül mégsem sikerült megszereznie magának az angol trónt. 1461. február 17-én a királypártiak győzelmet arattak a második Saint Albans-i csatában, és VI. Henrik visszatérhetett feleségéhez. A király bosszút állt fogvatartóin: kivégeztette William Bonville-t és Sir Thomas Kyrielt.
A York-ház nem sokkal ezek után visszavágott, és 1461. március 29-én a towton-i ütközetben Eduárd serege legyőzte Henrik követőit, és önmagát nyilvánította királlyá IV. Eduárd angol király néven. Margit nem volt hajlandó lemondani fia örökségéről, így külföldre ment támogatókat szerezni. Először Walesbe, majd pedig Skóciába hajózott a trónörökössel együtt, utána pedig Franciaországba ment, hogy unokatestvérétől, XI. Lajos francia királytól kérjen segítséget az angol trón visszafoglalásához.

## Kísérlet a trón visszaszerzésére
Richard Neville, Warwick grófja, IV. Eduárd egykori támogatója Margit fiához, a 17 éves wales-i herceghez adta leányát, a 14 esztendős Anne Neville grófnőt 1470 decemberében, mivel nehezményezte, hogy Eduárd és Elizabeth Woodville házasságával elvesztette befolyását a király felett. Warwick bosszúból segítséget nyújtott Henriknek az angol trón visszaszerzéséhez, ami meg is történt 1470. október 3-án, amikor a száműzött uralkodó hazatérhetett országába feleségével, menyével és fiával.
1471. április 14-én, a barneti ütközetben IV. Eduárd csapatai legyőzték Henrik támogatóit. Warwick (más néven a ,,Királycsináló") meghalt a csatában, Henrik egyetlen fia, a trónörökös, aki mindössze 17 esztendős volt, a következő hónapban lezajlott tewkesbury-i ütközetben vesztette életét. A csatában Margit vezette a sereget. Margit fia halálának körülményei máig nem tisztázódtak teljesen, mivel egyesek szerint egy közelharc során halt meg, míg mások szerint a csata után a Lancasterek ellensége, Clarence hercege végezte ki a trónörököst. Eduárd Anglia történelmének egyetlen walesi hercege, aki csatatéren hunyt el.
Margitot IV. Eduárd ezek után bebörtönöztette, először a Wallington-kastélyba, majd pedig a sokkal biztonságosabb londoni Towerba. Miután unokatestvére, a francia uralkodó váltságdíjat fizetett érte, 1475-ben visszatérhetett Franciaországba, ahol hét évvel később, Anjouban halt meg 52 évesen. Az angers-i katedrálisban temették el, szülei mellé. Férje már 1471. május 21-én meghalt a londoni Towerban, állítólag amiatt, hogy megszakadt a szíve egyetlen fia halálhírének hallatán. (A valószínűbb tény azonban az, hogy IV. Eduárd orgyilkosokkal megölette őt, hogy végleg félreállítsa az útból riválisát.)
Westminster-i Eduárd wales-i herceg özvegye, Anne Neville később (1472. július 12-én) III. Richárd király felesége lett, aki bátyját, IV. Eduárdot követte az ország trónján. Egy közös fiuk született, Middlehami Eduárd herceg, aki azonban 10 éves korában váratlanul elhunyt.

## Művészetek
Többek között Anjou Margit angol királynő szolgál A tűz és jég dala című nagy sikerű George R. R. Martin dráma-fantasy könyvének és a rá épülő sorozat egyik karakterének, Cersei Lannister személyének alapjául. Maga a középkort idéző mű is sok hasonlóságot mutat a rózsák háborújával. A két személy közti a hasonlóság abban rejlik, hogy mindkettőjüket jó megjelenésű, büszke és erős akaratú asszonyként lehet definiálni, akik olykor a könyörületlenséget nem ismerve cselekednek.